# Kadogawa

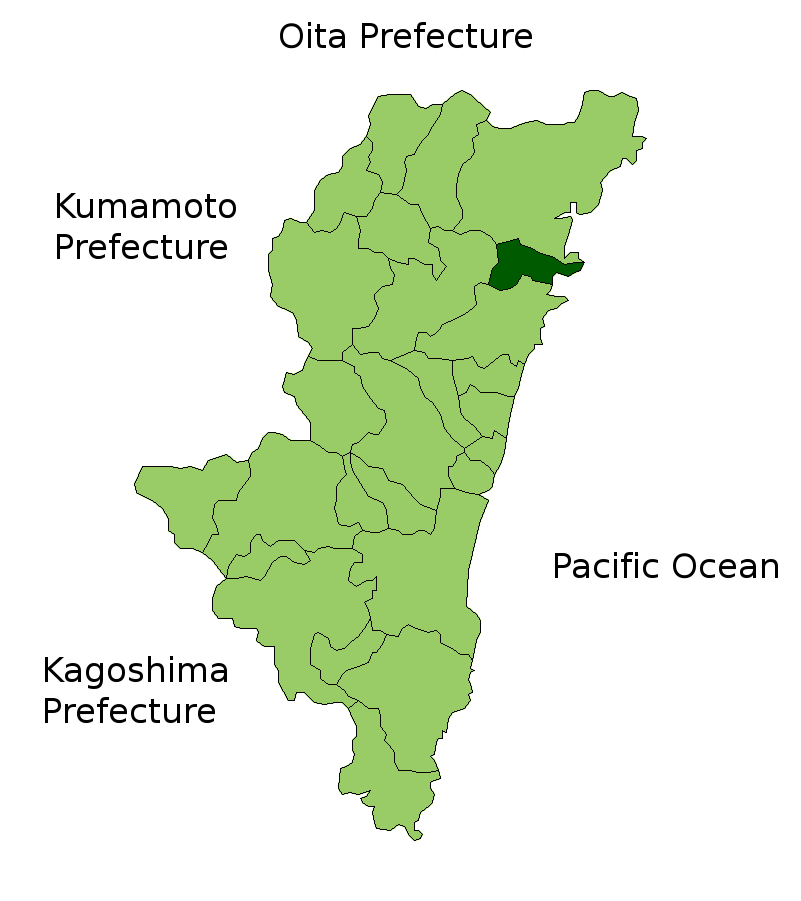
Kadogawa dans la préfecture de Miyazaki.

Kadogawa (門川町, Kadogawa-chō) est un bourg du district de Higashiusuki (préfecture de Miyazaki), au Japon.

## Géographie

### Démographie
Le 1er avril 2008, le bourg de Kadogawa comptait 18 874 habitants répartis sur une superficie de 120,48 km2 (densité de population de 157 hab./km2).